# NUM
NUM är ett företag som tillverkar styrsystem för CNC-maskiner. Tidigare ingick det i den Franska koncernen Schneider Electric men är från 2006 Schweiziskt.

## System genom tiderna
| 500                 | Säljstart: okänd |
| 750/760             | 1983-1997        |
| Robonum 800         | 1986-1989        |
| 1060 Modular        | 1991-2003        |
| 1020/40 Compact     | 1995-2002        |
| 1050                | 1999-2002        |
| 1760 (Retrofit CNC) | 2002-            |
| Power 1020/40/60    | 2002-            |
| Power Axium         | 2003-            |
| Flexium             | 2008-            |